# Gerardo Colacicco
Gerardo Joseph Colacicco (ur. 19 września 1955 na Poughkeepsie) – amerykański duchowny rzymskokatolicki, biskup pomocniczy Nowego Jorku od 2019.

## Życiorys
Święcenia kapłańskie otrzymał 6 listopada 1982 i został inkardynowany do archidiecezji Nowy Jork. Pracował głównie jako duszpasterz parafialny, był też m.in. sekretarzem arcybiskupim, dyrektorem ds. formacji duszpasterskiej w nowojorskim seminarium, a także obrońcą węzła małżeńskiego oraz sędzią trybunału archidiecezjalnego.
10 października 2019 papież Franciszek mianował go biskupem pomocniczym archidiecezji Nowy Jork i biskupem tytularnym Erdonia. Sakry udzielił mu 10 grudnia 2019 kardynał Timothy Dolan.